# 切尔诺贝利核电站
列寧車諾比核電站（俄语：Чернобыльская АЭС им. В.И.Ленина），簡稱車諾比核電站（烏克蘭語：Чорнобильська атомна електростанція，羅馬化：Chornobilska atomna elektrostantsiia，羅馬化：Chernobylskaya AES），是乌克兰的一座已经停止使用的核电站；1986年4月26日四號機因切尔诺贝利核事故而损坏停用，從2015年4月開始，1至3號機組也陸續進入退役狀態。

## 位置

切尔诺贝利核电站方位图。

切尔诺贝利核电站位于乌克兰基辅州普里皮亚季镇附近，距离乌克兰和白俄罗斯边境16公里，距切尔诺贝利市西北18公里，距乌克兰首都基辅以北110公里。
核电站建设方案最初打算将电站建在距离基辅仅25公里处，但是科学界担忧核电站与乌克兰首府基辅过于接近，遂更改为现今位置。

## 事故之前
切尔诺贝利核电站是原苏联时期在乌克兰境内修建的第一座核电站，曾经被认为是“最安全、最可靠”的核电站。为了解决乌克兰、白俄罗斯等苏联西南部地区的用电负荷，同时树立苏联“和平利用核能”的形象，苏联政府决定在乌克兰地区修建一座当时苏联最大的核电站。该项目自1970年开始实施，1972年，核电站开始建设，拟定装备六个核反应堆。四座苏式石墨1000型反应堆（RBMK-1000）分别在1977年、1978年、1981年和1983年建成并投入发电，每座反应堆能产生1千兆瓦的电能。到事故发生前，四个反应堆承担了乌克兰当时10%的电力供应，第五个反应堆也即将建成投入运行。

## 事故发生

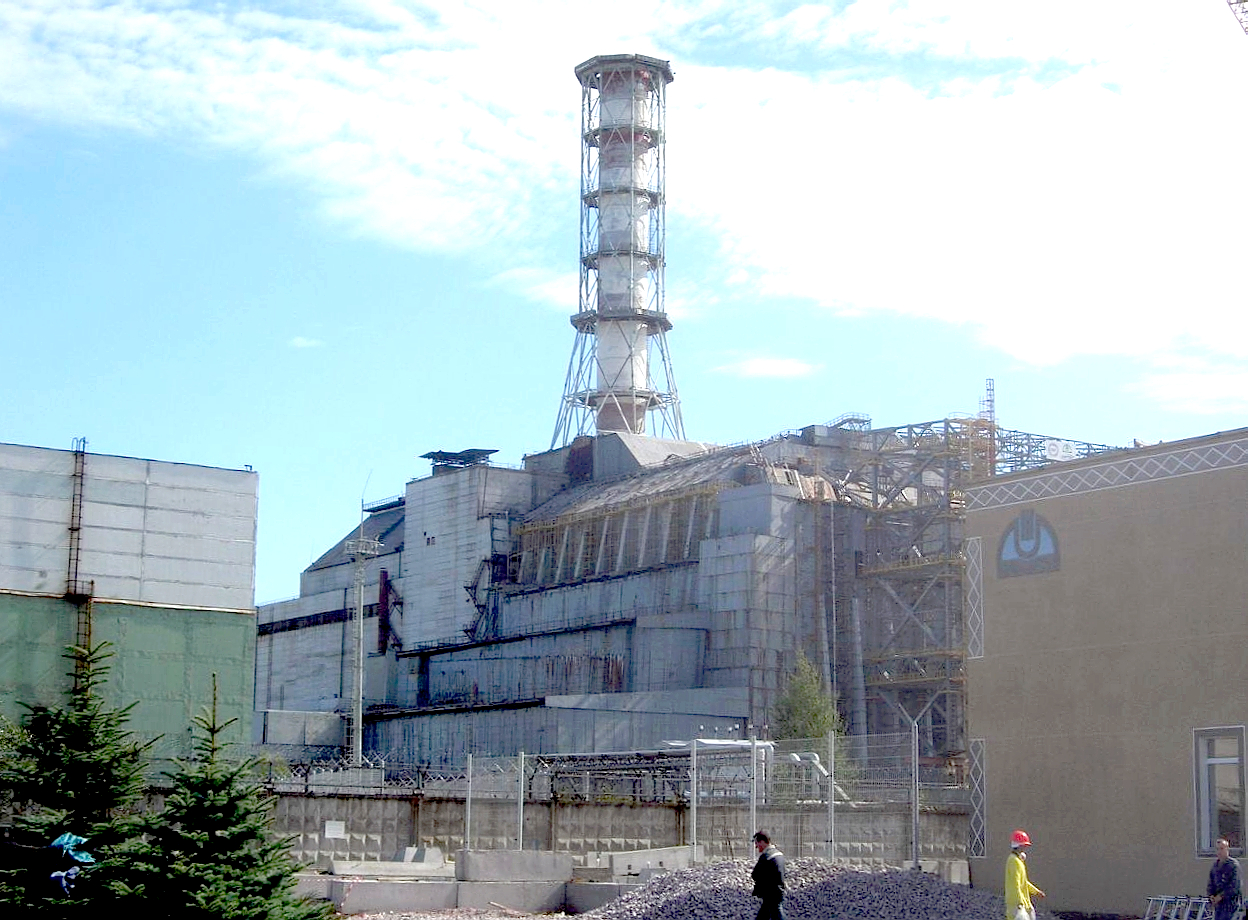
发生爆炸的四号反应堆及覆盖在上面的“石棺”（2006年摄）。

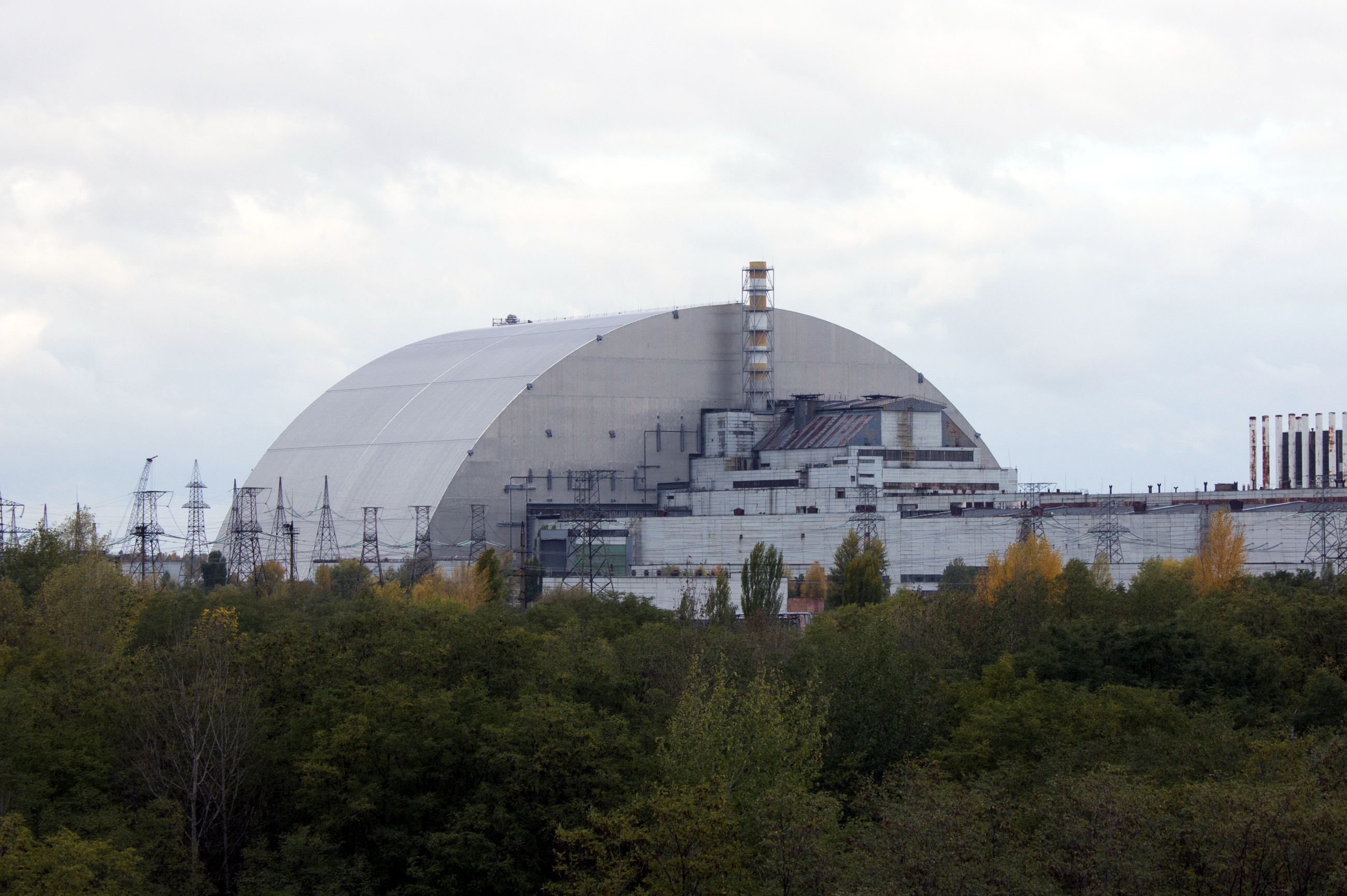
2017年10月，新石棺安裝完成現況

1986年4月26日凌晨1点23分47秒（UTC+3），核电站的四号机组在一次实验中突然发生爆炸，是目前为止最严重的核电站事故之一。为了遏止核辐射并防止四号反应堆发生更严重的爆炸，事故处理人员采用被称为“石棺”的钢筋混凝土保护层将四号反应堆盖住，附近30公里范围内的居民被当局疏散。

## 事故之后
虽然发生了严重的爆炸事故，但是和四号机组一墙之隔的其他机组并未受损。事故发生后，五、六号反应堆的建造被搁置，但是为缓解乌克兰地区电力紧缺的问题，核电站其他三个机组继续工作发电。

### 二号机组火灾
1991年10月11日，核电站二号机组涡轮室由于氢气泄露发生火灾，导致二号机组的四号涡轮机损毁。火灾后曾讨论用1986年发生爆炸的四号机组的七号涡轮机予以替代，但是该方案后来被放弃。二号机组在此事故发生后不久即被关闭。

### 核电站的最终关闭
为消除核泄漏造成的危害，苏联当局原本計畫約在1993年年底彻底关闭切尔诺贝利核电站，但蘇聯在1991年底解體，剛独立的乌克兰面临严峻的经济问题，核电站关闭留下的电力供应缺口将难以填补。1993年10月乌克兰议会撤销了核电站的关闭决议。
切尔诺贝利核电站的继续运行严重影响乌克兰和邻国的关系发展，1995年12月乌克兰与西方七國和欧盟签署了关闭切尔诺贝利核电站相互谅解备忘录，西方国家向乌克兰提供援助，换取乌克兰同意于2000年之前关闭切尔诺贝利核电站。
乌克兰于1996年关闭了服役年龄较久的一号反应堆，留下了三号反应堆继续工作。2000年12月15日13时15分（UTC+3），时任乌克兰总统库奇马正式下达关闭三号反应堆的命令。至此，切尔诺贝利核电站彻底被关闭。

### 2022年开始的俄烏戰爭期间

#### 俄军占领
2022年2月24日，俄军在俄烏戰爭中占领該核能發电站。2022年3月31日，俄罗斯军队正式将核能發电站的控制权交还给员工，並撤离大部分俄軍。乌克兰国民警卫队战俘則被转移至白俄罗斯。

#### 俄军士兵遭受辐射
在俄烏戰爭开战初期，为了挽救在霍斯托梅爾的安东诺夫机场被围困的俄空降兵部队，俄军地面部队跨越俄白边境，在毫无防护的状态下，直接穿越了切尔诺贝利核电站的红树林核污染无人区，抄近道增援戈斯托梅利。这个核污染污染区是当年切尔诺贝利核电站事故的核心区，泥土被超量放射性沾染，以至于这片的森林都变成了红色，因此被称为“紅色森林”，多年来这里一直是禁区和无人区。
切尔诺贝利的工作人员说，与普通俄军士兵交谈时，发现他们有些人根本没有听说切尔诺贝利核事故。而俄军在红树林区开挖战壕，當年是採取把放射落塵翻土後掩埋在地下的處理，后来此行為被通知有大幅提高患核辐射病的可能，有身體狀況者遂被送到白俄罗斯救治。据白俄罗斯戈梅利放射医学科学中心说，接治100名俄军士兵，其中76名状态不好，1名死亡。

#### 俄軍無人機擊中核電廠反應堆石棺
2025年2月14日，烏克蘭總統澤連斯基表示，一架俄羅斯無人機擊中封存烏克蘭切爾諾貝爾核電廠反應堆的保護結構新石棺。襲擊造成防護設施嚴重損壞，但周邊地區的輻射水平並未因此上升。

## 參閲
- 象腳 (車諾比)
- 克雷姆 (核反應堆)（英语：Corium (nuclear reactor)）